# 大连地铁13号线
大连地铁13号线（原称金普城际铁路）是大连地铁的一条线路，于2021年12月28日开通运营。

## 概况
13号线一期工程全长43.152公里，设11座车站、5座预留车站、1个车辆段及1座控制中心，全线高架与地面相结合。线路自金普新区九里站出发，沿202国道、沈大铁路北行至位于普兰店区的终点站普兰店振兴街站，连接金普新区与普兰店区。13号线一期工程在九里站与3号线支线接轨，并与其贯通运营。

## 历史
大连地铁13号线以“大连市金州新区至普湾新区城际铁路”（即“金普城际铁路”）的名义修建，于2010年8月10日正式开工，包括21.8公里高架线路、19.2公里地面线路及0.9公里隧道，另有8座高架桥，概算总投资65亿人民币。
2020年12月23日，13号线一期正线首次实现列车上线运行，列车完成普兰店振兴街站至大医三院站的区间热滑试验，并于同月25日完成该区间的稳定性试验。
2021年4月11日，13号线车辆型式试验正式开始，并于5月15日完成。
2021年7月1日，13号线列车正式开始空载试运行。
2021年10月29日，大连地铁十三号线项目公司组织召开大连地铁13号线工程竣工验收会。验收会上，竣工验收委员会一致认为，大连地铁13号线工程符合设计及相关验收规范要求，同意通过竣工验收。
2021年11月12日至11月17日，3号线支线因信号调试停运，同时13号线列车驶入3号线支线段进行试车。该次信号调试后，3号线支线与13号线将正式达到贯通运营条件。而2021年11月18日起，13号线列车也正式在3号线支线路段开始载客试运营。
2021年12月16日至18日，13号线初期运营前安全评估会在大连召开。与会评审专家对本次评审会的会务组织、工程档案、系统功能测试、现场抽查及初期运营准备等各项工作给予充分肯定和高度评价，一致认为13号线工程具备初期载客运营条件。
2021年12月28日，线路开通运营，并在12月28日至12月31日免费乘坐。
2022年3月16日起，由于金普新区发生本土疫情，13号线三十里堡站、石河黄旗站、普湾体育场站、石河北海站越站不停。2022年3月16日，大连地铁发布补充公告，除此前已停运的四个车站外，十三里站及二十里堡站也改为越站不停。3月19日起，13号线长店堡至普兰店振兴街站也进入停运状态，13号线全线至此暂停运营。2022年4月11日，由于金普新区本土疫情有所缓解，13号线九里至石河北海站区间恢复正常运营。

## 车站列表
| 车站名称                             | 站间距 (km)    | 里程（km）     | 换乘路线       | 所在地         | 啟用時間       | 车站形式       |
| 大连地铁13号线                       | 大连地铁13号线 | 大连地铁13号线 | 大连地铁13号线 | 大连地铁13号线 | 大连地铁13号线 | 大连地铁13号线 |
| ------------------------------------ | -------------- | -------------- | -------------- | -------------- | -------------- | -------------- |
| 普兰店振兴街                         | 0.00           | 0.00           |                | 普兰店区       | 2021年12月28日 | 高架岛式站台   |
| 平安河                               | 1.91           | 1.91           |                | 普兰店区       | 预留车站       | 高架侧式站台   |
| 普兰店开发区                         | 1.55           | 3.46           |                | 普兰店区       | 2021年12月28日 | 高架侧式站台   |
| 海湾高中                             | 1.53           | 4.99           |                | 普兰店区       | 2021年12月28日 | 高架侧式站台   |
| 大医三院                             | 1.76           | 6.75           |                | 普兰店区       | 2021年12月28日 | 高架侧式站台   |
| 长店堡                               | 3.55           | 10.30          |                | 普兰店区       | 2021年12月28日 | 高架侧式站台   |
| 五里台                               | 1.91           | 12.21          |                | 普兰店区       | 预留车站       | 地面侧式站台   |
| 石河北海                             | 2.03           | 14.24          |                | 金州区         | 2021年12月28日 | 高架侧式站台   |
| 普湾体育场                           | 2.07           | 16.31          |                | 金州区         | 2021年12月28日 | 高架侧式站台   |
| 石河黄旗                             | 4.50           | 20.81          |                | 金州区         | 2021年12月28日 | 地面侧式站台   |
| 五十里                               | 2.29           | 23.10          |                | 金州区         | 预留车站       | 地面侧式站台   |
| 四十里                               | 2.45           | 25.55          |                | 金州区         | 预留车站       | 地面侧式站台   |
| 三十里堡                             | 3.45           | 29.00          |                | 金州区         | 2021年12月28日 | 地面侧式站台   |
| 西三十里                             | 2.57           | 31.57          |                | 金州区         | 预留车站       | 地面侧式站台   |
| 二十里堡                             | 5.69           | 37.26          |                | 金州区         | 2021年12月28日 | 地面侧式站台   |
| 十三里                               | 2.78           | 40.04          |                | 金州区         | 2021年12月28日 | 高架侧式站台   |
| 九里                                 | 3.14           | 43.00          | █ 3号线支线    | 金州区         | 2008年12月28日 | 高架侧式站台   |
| ↓与3号线支线（九里－开发区）直通运行 |                |                |                |                |                |                |
| 註釋                                 |                |                |                |                |                |                |
| - 斜体及阴影标示的车站为预留车站。   |                |                |                |                |                |                |

## 运营及票价
13号线列车由中车大连机车车辆制造，开通初期配车20辆，编组与既有3号线相同（两动两拖四节编组B型车），设计输送能力为8000人次/小时，最小发车间隔为6分钟；远期扩编至60辆，输送能力为2.4万人次/小时，最小发车间隔为2分钟。车辆旅行速度为55公里/小时，此次工程新建路段走行时间36分钟，由普兰店至大连火车站需一个半小时。
由于一期试运营后，13号线将与3号线支线贯通运营至开发区站，因此3号线支线原有的2编组列车及3号线主线的4编组列车未来也可能服务于本线范围，但需要进行信号改造以满足运营需要。
线路所有车站均设有低站台门，但九里——开发区贯通路段暂无任何类型的屏蔽门。
线路初期运营时间为早6:30至晚19:30，行车间隔约为30分钟， 票价则采用按里程分段计价的票价模式，起步价2元，起步里程6公里(含6公里)，晋级里程分别为6、6、8、8、10、10公里（即每6、6、8、8、10、10公里增加1元），而里程54公里以上部分，票价每增加1元可乘坐里程15公里；60-69周岁老年人持明珠老年卡实行5折优惠；70周岁及以上老年人、残疾人、离休干部、因公致残的人民警察、现役军人、军队退休干部、军队退休士官、革命伤残军人、消防救援人员、烈士遗属等持有效证件免费乘车。。
由于13号线开通时仅可与3号线主线及支线连接，三线共同脱网，因此13号线票价体系暂只适用于13号线及3号线线网。其中，普兰店振兴街-九里站全程票价7元；普兰店振兴街-地铁大连站10元，普兰店振兴街-金石滩票价10元。如需换乘1号线、2号线及12号线，则需在大连火车站下车后步行前往，且需分开购买单程票。
2023年3月17日，大连地铁5号线正式开通运营，13号线乘客换乘1号线、2号线、5号线及12号线从此无需出站，全线网最高票价为普兰店振兴街-旅顺新港，票价14元。
13号线设有张店车辆段，该车辆段设在普兰店振兴街站终点站以北。而控制中心则与3号线及3号线支线共用海湾车辆段控制中心。

## 未来发展
13号线二期工程未来将由九里站出发，并计划延伸至大连北站，线路全长22.92km，共设大连北站、后盐、前关、毛茔子、陶瓷城、五一路、金州、八一路、公交总站、永安四季、九里等11座车站，并在大连北站与1号线和2号线换乘，在后盐站与3号线主线换乘，九里站则与3号线支线换乘。而北端终点普兰店振兴街站也预留往金普新区的延伸条件。
由于规划走线仍需优化，以及造价变化浮动问题，13号线二期迟迟未能启动各种建设招标环节，2024年12月12日，大连市发改委回复人民网领导留言板有关建议暂停13号线二期建设的意见，称正在按优化后的新走向重新履行报批手续。